# Odontostilbe
Odontostilbe es un género de peces de la familia de los Characidae y de la orden de los Characiformes.

## Especies
Actualmente hay 20 especies reconocidas en este género:
- Odontostilbe avanhandava Chuctaya-Vasquez, Bührnheim & Malabarba, 2018[2]
- Odontostilbe dialeptura (W. L. Fink & S. H. Weitzman, 1974)
- Odontostilbe dierythrura (Fowler, 1940)
- Odontostilbe ecuadorensis (Bührnheim & L. R. Malabarba, 2006)
- Odontostilbe euspilurus
- Odontostilbe fugitiva (Cope, 1870)
- Odontostilbe gracilis (Géry, 1960)
- Odontostilbe littoris (Géry, 1960)
- Odontostilbe microcephala (C. H. Eigenmann, 1907)
- Odontostilbe mitoptera (W. L. Fink & S. H. Weitzman, 1974)
- Odontostilbe nareuda (Bührnheim & L. R. Malabarba, 2006)
- Odontostilbe pao (Bührnheim & L. R. Malabarba, 2007)
- Odontostilbe paraguayensis (C. H. Eigenmann & C. H. Kennedy, 1903)
- Odontostilbe parecis (Bührnheim & L. R. Malabarba, 2006)
- Odontostilbe pequira (Steindachner, 1882)
- Odontostilbe pulchra (T. N. Gill, 1858)
- Odontostilbe roloffi (Géry, 1972)
- Odontostilbe splendida (Bührnheim & L. R. Malabarba, 2007)
- Odontostilbe stenodon (C. H. Eigenmann, 1915)
- Odontostilbe weitzmani Chuctaya-Vasquez, Bührnheim & Malabarba, 2018[2]